# 第十七代沃里克伯爵爱德华·金雀花
第十七代沃里克伯爵爱德华·金雀花（英語：Edward Plantagenet, 17th Earl of Warwick）（1475年2月25日—1499年11月28日），第一代克拉伦斯公爵乔治·金雀花之子，在英格兰国王理查三世及其继任者亨利七世年间是潜在的王位觊觎者。第八代梳士巴利女伯爵瑪嘉烈·波爾是他的姐姐。1499年爱德华以叛国罪被审判处决。

## 生平
1475年2月25日，爱德华生于沃里克母亲克拉伦斯公爵夫人伊莎貝爾·內維爾家中。伊莎贝尔是“国王制造者”第十六代沃里克伯爵的长女。受洗后，他的伯父愛德華四世为他的教父。他出生后就被称为沃里克伯爵，但在1478年父亲因叛国被剥夺公民权并伏诛后才被官方授予沃里克伯爵。1483年，他的堂兄爱德华五世被废黜后，他对王位的潜在宣称被驳回，因为1478年，议会对他父亲的剥夺禁止沃里克继承王位。这可能会被一项议会法案逆转，但即使这一想法得到支持，议会也不能在没有国王召开的情况下开会或立法，而当时继承尚未确定。此时，格洛斯特公爵理查是爱德华四世的成年合法继承人。沃里克伯爵爱德华于1483年9月在约克被理查三世封为骑士。
1480年，沃里克已成为爱德华四世继子第一代多實侯爵湯馬士·格雷的被监护人，多塞特作为其监护人，有权决定他的婚事。克莱门茨·马卡姆于1906年写道，多塞特曾将沃里克置于伦敦塔，被理查“释放”；但尽管多塞特是伦敦塔的执法官，却没有同时代的其他资料证实这一说法。多米尼克·曼奇尼写理查为王之后，“下令他另一个兄弟克拉伦斯公爵的儿子，一个当时只有10岁的男孩，来这座城市；然后命令将这个小伙子务必关押在其妻室内。”
史学家約翰·陸斯（1492年卒）写道，在沃里克的双重近亲理查三世唯一的合法儿子威尔士亲王米德爾赫姆的愛德華（彼此的父亲是兄弟，母亲是姐妹）死后，理查立沃里克为王位继承人；但除此外，此事并无其他证据，历史学家指出，当爱德华四世对克拉伦斯的剥夺仍然禁止沃里克继承王位时，理查这样做是不合逻辑的。

## 囚禁与伏诛
1485年3月6日，在理查的王后安妮死后，年轻的爱德华·金雀花被根据其母身为与安妮同为索尔斯伯里伯爵领女继承人的权利立为索尔斯伯里伯爵。这不仅为爱德华提供了更多的财富，而且（如果他获得支持的话）还可能获得王位。1485年8月22日理查三世死后，年仅10岁的沃里克被送往伦敦塔，作为亨利七世的监护对象。亨利七世认为他的金雀花血统是一个潜在的威胁，尽管很遥远。1486年，在都柏林加冕为爱德华国王的伪装者出现后，亨利宣布伪装者是一个自称沃里克伯爵爱德华的骗子；1487年，他在议会上称冒名顶替者的名字为Lambert Simnel。1490年，亨利的朝廷确认了爱德华的沃里克伯爵头衔（他对沃里克伯国的继承通过爱德华四世的授予，来自其母亲）。他一直是一名囚犯，直到1499年，他（自愿或不自愿）与另一名囚犯一起参与了逃离塔楼的阴谋。这个囚犯被亨利称为Perkin Warbeck克，他自称爱德华四世的小儿子约克公爵，威胁亨利的王位。
1499年11月21日，沃里克在威斯敏斯特教堂当着贵族们面前受审，由牛津伯爵約翰·維爾主持。一周后，沃里克以叛国罪在伦敦塔山被斩首。亨利七世出钱让他的遗体和首级被送往伯克郡的Bisham Abbey埋葬。当时认为沃里克伏诛是阿拉贡国王费尔南多和卡斯蒂利亚女王伊莎贝拉施压的结果，他们的女儿卡塔莉娜即将嫁给亨利的继承人威尔士亲王亚瑟。沃里克的死让卡塔莉娜负疚，后来她的受审也是作为此事的惩罚。
许多历史学家声称沃里克有精神残疾。这一结论似乎完全基于编年史家爱德华·霍尔的论点，即沃里克从小就被长期监禁，这让他“无法与所有的人为伍，也无法看到野兽，以至于他无法分辨鹅和山羊。”
沃里克伏诛之后，金雀花王朝的合法父系子弟绝嗣。但他的姑母萨福克公爵夫人伊丽莎白在世的儿子们继续为约克派宣称王位。

## 延伸阅读
- Amin, Nathen. . Amberley Publishing Limited. 15 April 2021. ISBN 978-1-4456-7509-1 （英语）.